# چایناتاون (هونولولو)
چایناتاون (به انگلیسی: Chinatown) یک محله دارای بافت تاریخی و محله چینی‌ها در ایالات متحده آمریکا است که در هونولولو واقع شده‌است.

## فرهنگ عامه
شخصیت چارلی چان بر اساس کارآگاه چانگ اپانا (۱۸۷۱–۱۹۳۳) ساخته شده‌است. ارل درر بیگرز در مورد اپانا مطالعه کرد و در ۱۹۱۹ به هونولولو رفت و پس از تعطیلات ۱۹۱۹ پایه را در آنجا قرار داد.